# Alt det man ikke ser
Alt det man ikke ser er en dansk dokumentarfilm fra 2013 instrueret af Sofie Fauerby.

## Handling
21-årige Mehtap er blind og har boet på institution, siden hun var syv år. Hun har et stort ønske om at flytte for sig selv, men vejen til selvstændighed har dog visse forhindringer. Vi følger Mehtaps forberedelser og hendes tvivl og usikkerhed.